# 陈彦 (编剧)
陈彦（1963年—），男，陕西镇安人，中国剧作家、小說家，現任陕西省戏剧家协会主席、陕西省戏曲研究院院长。曾获曹禺戏剧文学奖、文华编剧奖、中华艺文奖、吴承恩长篇小说奖等奖项。
2019年，長篇小說《主角》獲第十屆茅盾文學獎。

## 作品
长篇小说
- 《西京故事》2013年太白文艺出版社
- 《装台》2015年作家出版社
- 《主角》2018年陕西师范大学出版社
- 《喜剧》2021年作家出版社

散文
- 《必须抵达》2004年太白文艺出版社
- 《边走边看》2012年上海文化出版社
- 《坚挺的表达》戏剧论文集，2012年上海文化出版社

戏剧
- 《陈彦现代剧作选》2005年陕西人民出版社
- 《陈彦精品剧作选》2018年太白文艺出版社